# Abbaye de Tous-les-Saints de Schaffhouse
L'abbaye de Tous-les-Saints (allemand : Allerheiligen) est un monastère situé à Schaffhouse, en Suisse.
L'établissement bénédictin a été fondé en 1049 par Eberhard VI de Nellenburg. Il comptait, aux côtés des abbayes de Hirsau et de St. Blasien, parmi les abbayes de l'Ordre de Cluny au sein du Saint-Empire romain germanique.
Devenu musée, le site comprend un jardin réputé de plantes médicinales.